# Barockkirche Steinbach

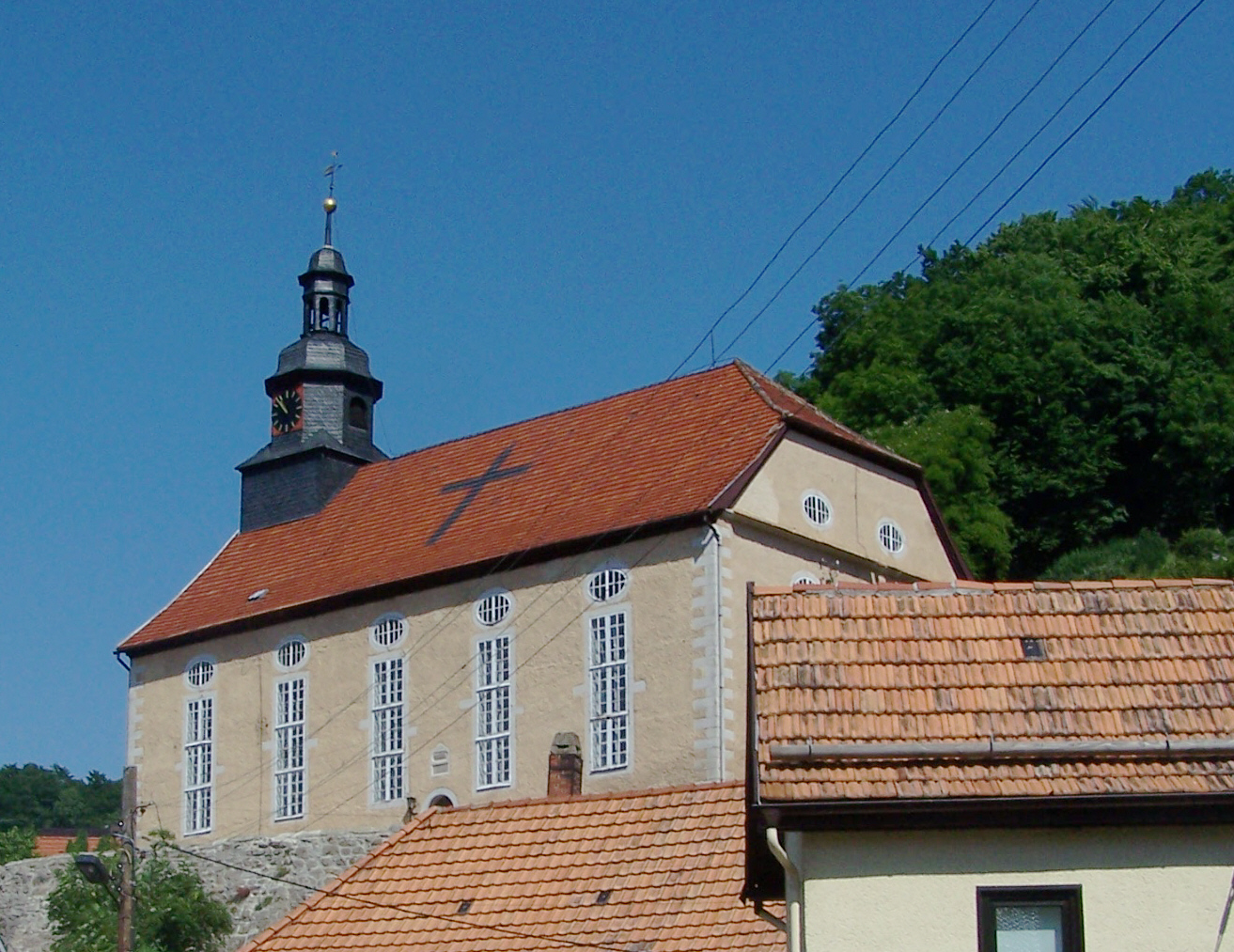
Barockkirche Steinbach (2008)

Die evangelische Barockkirche Steinbach steht am Kirchweg 4 in Steinbach, einem Stadtteil von Bad Liebenstein im Wartburgkreis in Thüringen.

## Geschichte
Eine erste Holzkapelle wurde 1425 errichtet. Sie wurde 1709 durch einen massiven Neubau ersetzt, der 1711 eingeweiht wurde und 1722 eine Orgel erhielt. Das Bauwerk wurde 1733 bei einem Großbrand vernichtet.
1736 wurde das bis heute bestehende Gotteshaus erbaut. Das hölzerne Taufbecken datiert aus dem Jahr 1746. 1753 erhielt die Kirche eine Ausmalung des Inneren im Rokokostil durch den Heimatmaler Michael Ley. 1757 wurden Schalldeckel und Kanzel werden eingebaut und 1794 erhielt der Kirchturm seine Turmuhr. Die Turmkugel wurde 1878 erneuert. 1921 erhielt die Kirche drei Stahlglocken, nachdem die Bronzeglocken im Ersten Weltkrieg für Rüstungszwecke abgeliefert werden mussten.
1967 bis 1973 erfolgte eine umfassende Renovierung des Gebäudes. Fußboden und Sitzbänke wurden erneuert, die Türeingänge an der Nordwand der Kirche zur Patronatsloge wurden vermauert, der Altar neugestaltet und die Turmuhr instand gesetzt. 1983 wurde der Innenraum renoviert, 1986 folgte der Turm mitsamt Turmkugel.
1996 erhielt die Kirche eine neue Uhr, ein Jahr später erfolgte der Einbau einer zweimanualigen, digitalen Ahlborn-Orgel. 2010 wurde das Dach neu eingedeckt und 2010/11 die Fenster erneuert.

## Baubeschreibung
Die 1709 erbaute und nach dem Brand von 1736 wiederaufgebaute Saalkirche ist ein verputzter Mauerwerksbau mit 5 Jochen. Die hohen rechteckigen Fenster sind dreifach unterteilt, darüber jeweils ein Okulus. Aus dem Satteldach des Kirchenschiffs wächst ein verschieferter Dachturm heraus, der eine welsche Haube trägt. Das Portal im Süden ist mit der Jahreszahl 1710 bezeichnet.
Der Innenraum hat eine Flachdecke mit Vouten. Die großen Bildfelder sind von breiten, ornamental bemalten Rahmen umgeben. Die doppelten Vouten sowie die Felder der zweigeschossigen Emporen sind mit biblischen Szenen bemalt. Auf der Nordempore befindet sich die Patronatsloge. Die Orgelempore hat eine Brüstung aus Balustern.

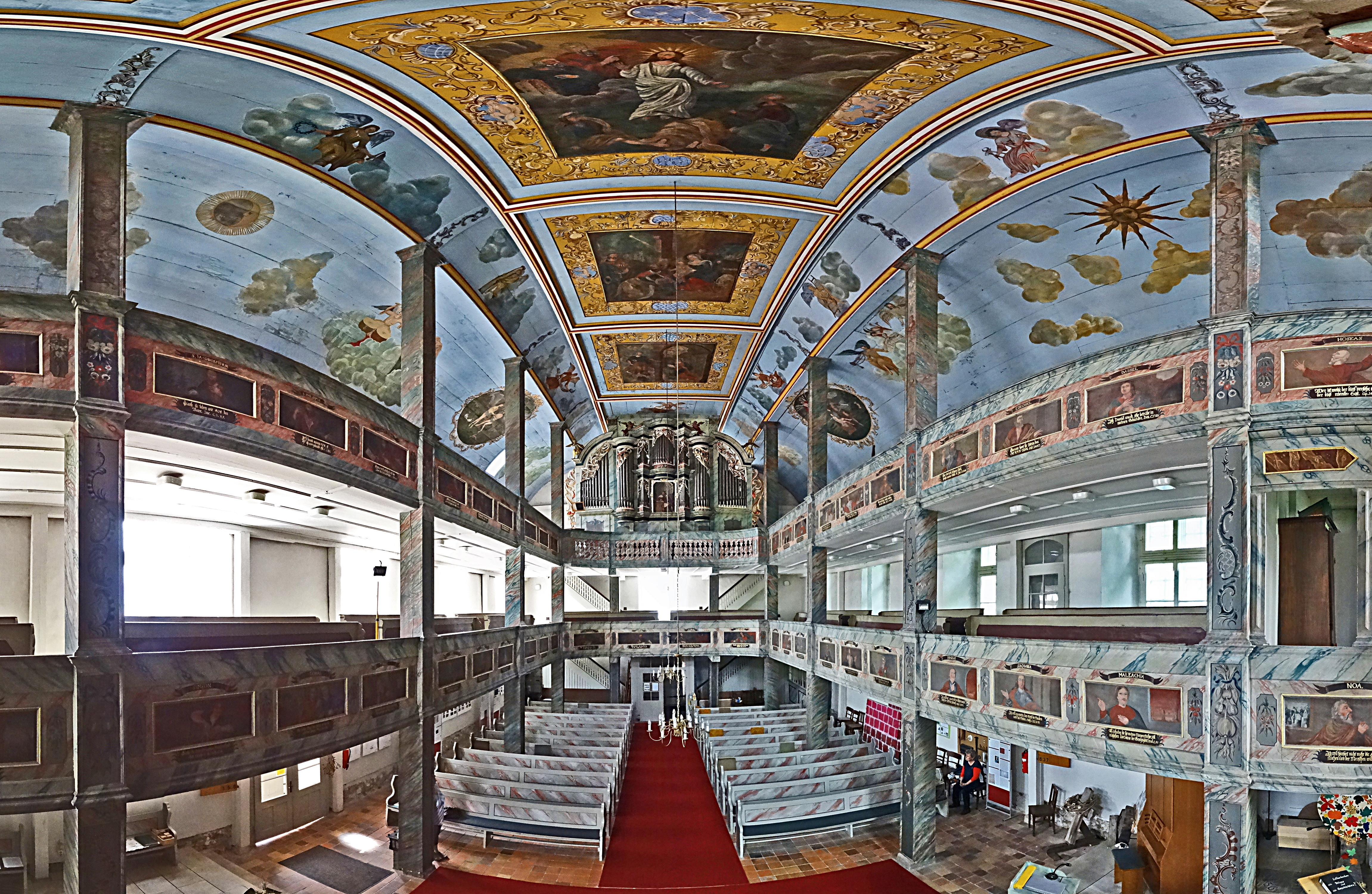
Innenraum-Panorama, Blick zur Orgel-Empore
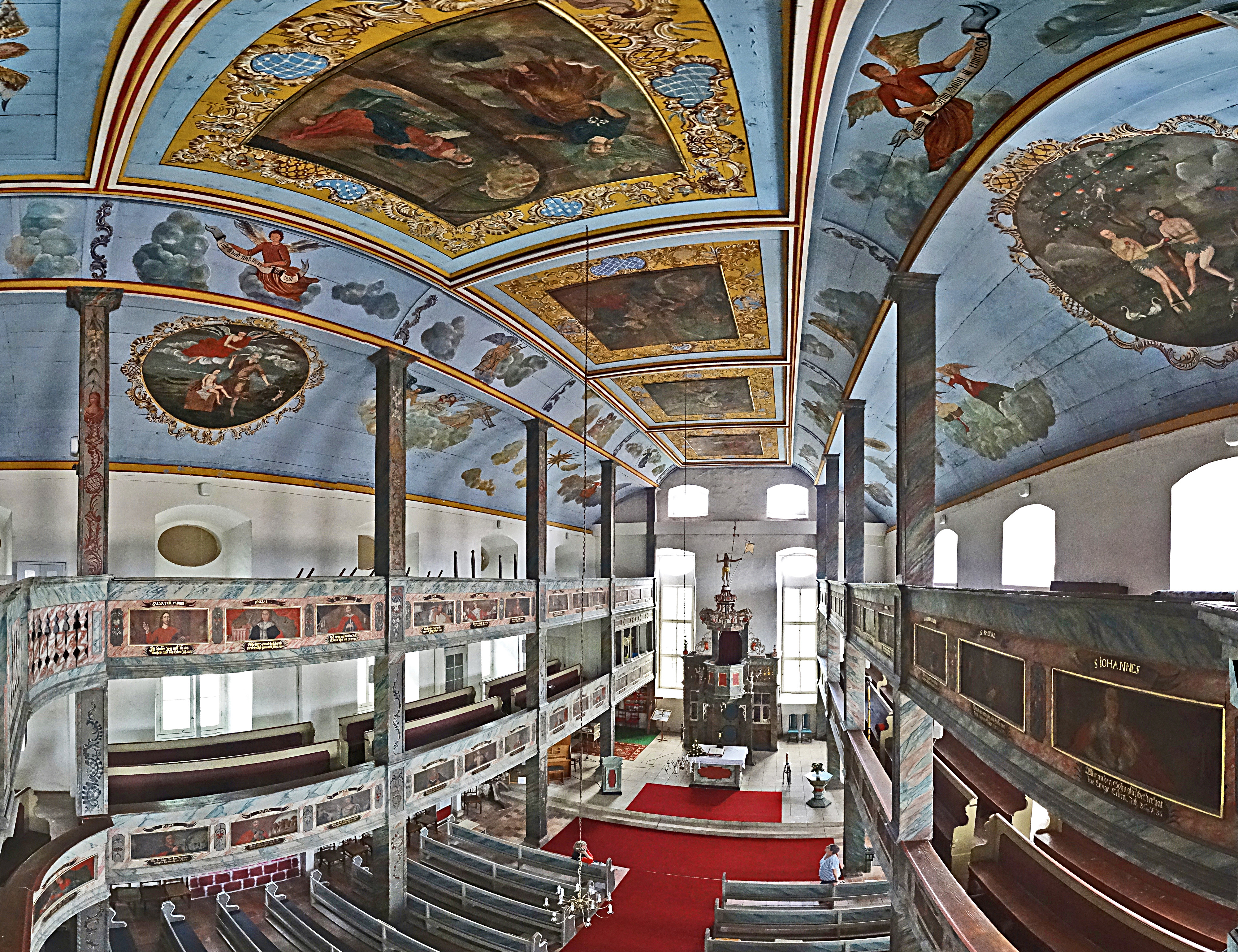
Blick von der Orgel zum Kanzelaltar
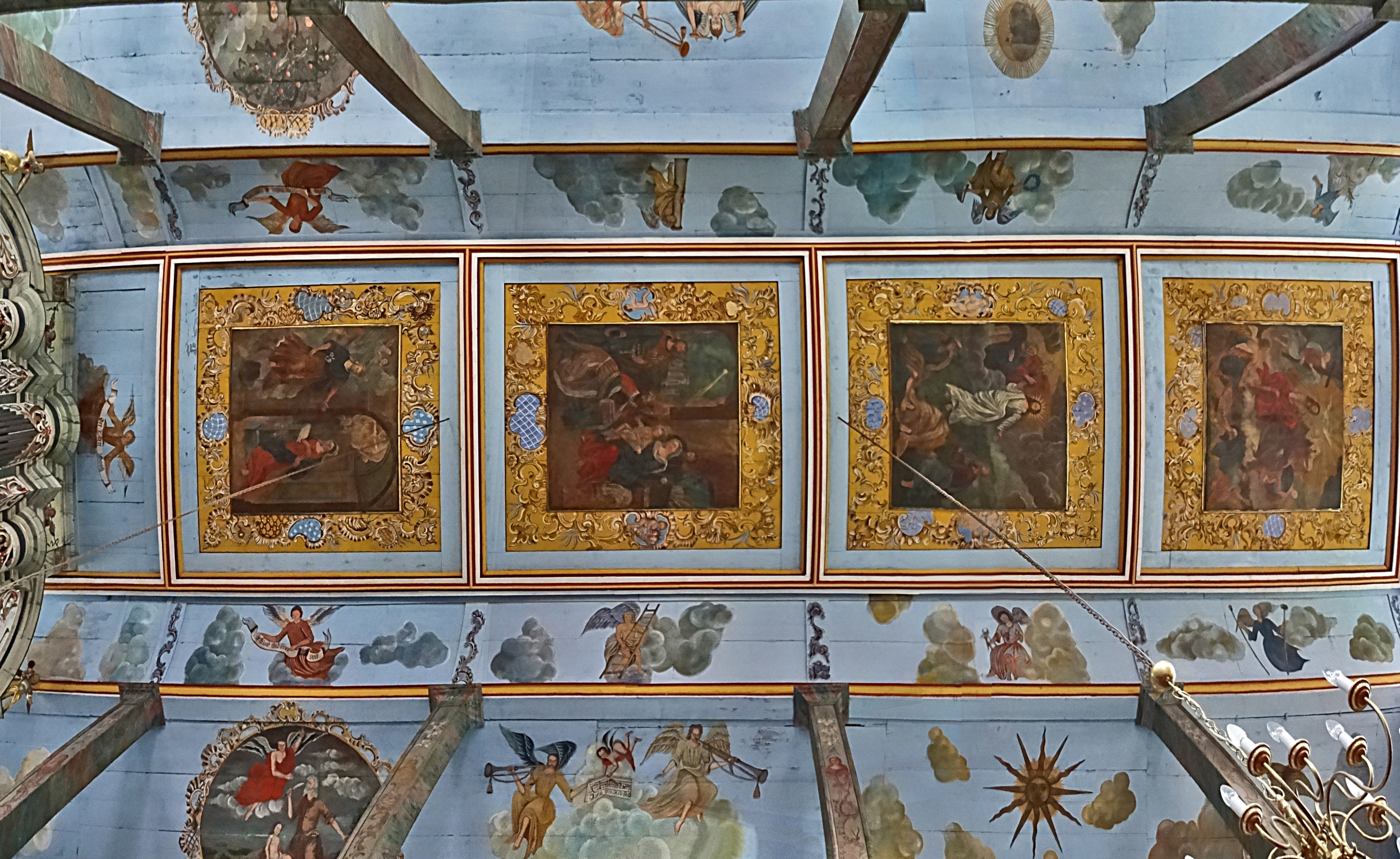
Deckengemälde von Michael Ley, von 1755

## Ausstattung

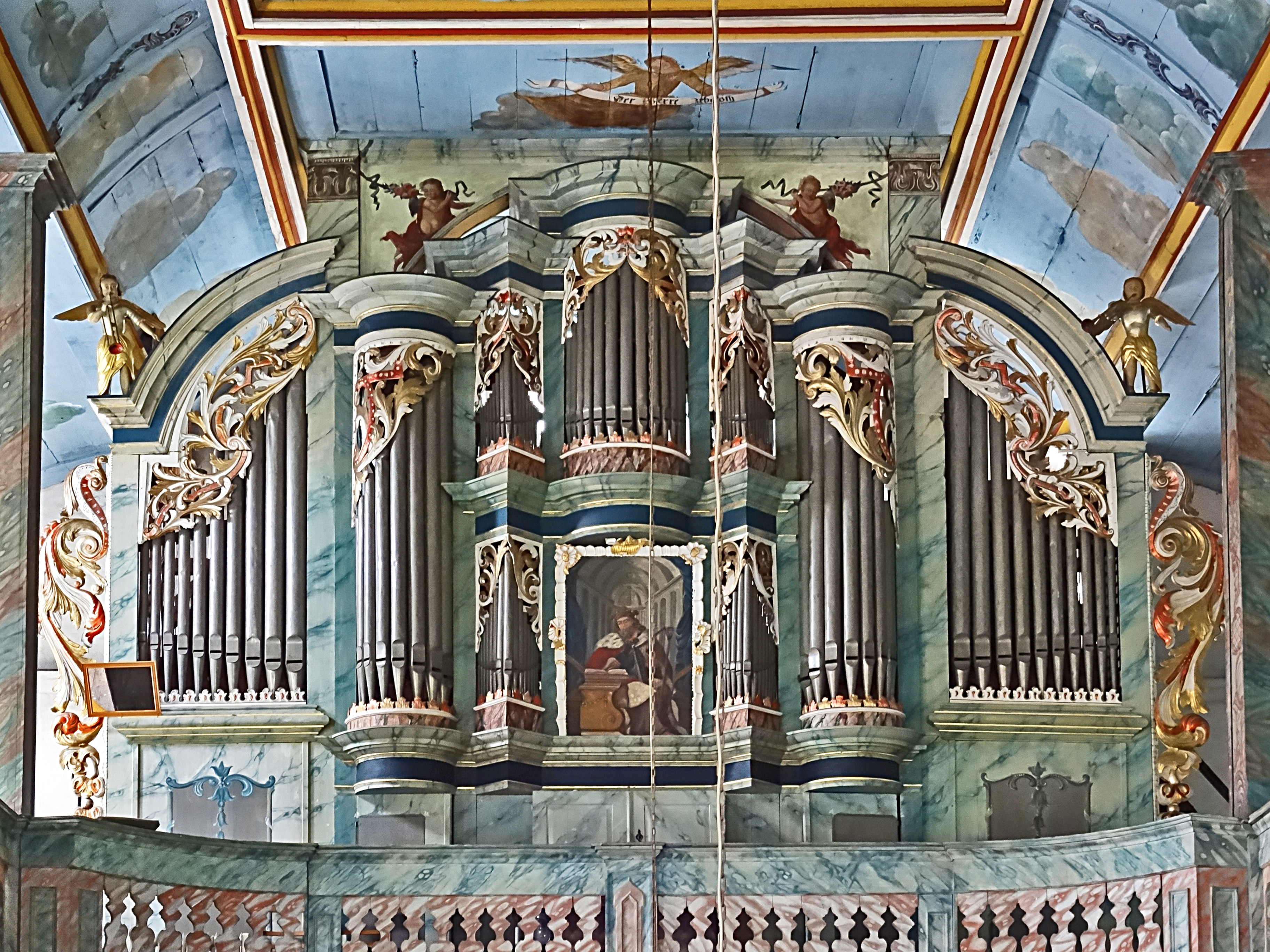
Möller-Orgel

Die Ausstattung stammt aus der Erbauungszeit. Die Rückwand des Kanzelaltars mit Butzenscheiben trennt die Sakristei ab. Der Schalldeckel ist mit großen Voluten und Putten verziert. Das Taufbecken ist wie ein Kelch geformt.
Die Orgel mit 18 Registern, verteilt auf zwei Manuale und Pedal hat 1745 Johann Jacob Möller aus Meiningen gebaut. Bis zur Restaurierung wird sie  sie durch eine zweimanualigen Ahlborn-Orgel ersetzt, die nach barockem Vorbild intoniert ist und über ein Pedal verfügt.